# Anders Kjellberg

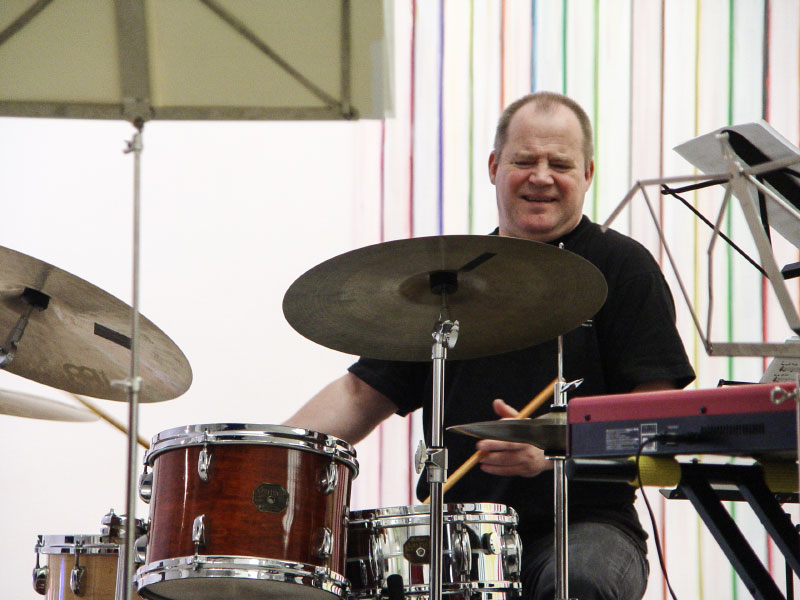
Anders Kjellberg, 2007

Anders Kjellberg (* 9. Juli 1952 in Göteborg) ist ein schwedischer Schlagzeuger des Modern Jazz.
Kjellberg wurde 1973 Profimusiker und spielte zunächst in lokalen Bands wie Soffgruppen, Änglaspel, Mount Everest oder Entra. 1979 wurde er Mitglied des Trios von Lars Jansson. Er arbeitete zu Beginn der 1980er-Jahre mit Lars Danielsson und Anders Jormin und ab 1981 in Bobo Stensons Rena Rama. 1983 spielte er mit Danielsson, Göran Klinghagen und Anders Persson in der Formation Time Unit. 1989 war er Mitglied der Big Band von Eje Thelin (Raggruppamento).
In den 1990er-Jahren arbeitete er unter anderem mit Nils Landgren, Cæcilie Norby, Jeanette Lindström und Jan Wallgren; 1993 wirkte Kjellberg an Don Cherrys ECM-Album Dona Nostra mit. 1994 spielte er im Lars Danielsson Quartet (Contra Post) sowie mit Hans Ulrik.
2009 tourte er mit Palle Danielsson und Rita Marcotulli. Er war mehrfach Mitglied des Jazz Baltica Ensembles, so 1997 mit Tomasz Stańko, Nils Landgren und Wolfgang Schlüter, 2009 mit Conrad Herwig, Landgren sowie Peter Weniger und trat auch mit Monica Zetterlund, Dewey Redman, Kenny Wheeler, Enrico Rava, Niels-Henning Ørsted Pedersen, Jon Balke und Steve Swallow auf.